# Base64
Base64 è un sistema di codifica che consente la traduzione di dati binari (contenenti sequenze di 8 bit) in stringhe di testo ASCII, rappresentando i dati sulla base di sessantaquattro caratteri ASCII diversi.
Viene usato principalmente come codifica di dati binari nelle e-mail, per convertire i dati nel formato ASCII.

## L'algoritmo
L'algoritmo che effettua la conversione suddivide il file in gruppi da 6 bit, i quali possono quindi contenere valori da zero a sessantatré. Ogni possibile valore viene convertito in un carattere ASCII secondo la seguente tabella:
| Valore | ASCII |
| ------ | ----- |
| 0      | A     |
| 1      | B     |
| 2      | C     |
| 3      | D     |
| 4      | E     |
| 5      | F     |
| 6      | G     |
| 7      | H     |
| 8      | I     |
| 9      | J     |
| 10     | K     |
| 11     | L     |
| 12     | M     |
| 13     | N     |
| 14     | O     |
| 15     | P     |

| Valore | ASCII |
| ------ | ----- |
| 16     | Q     |
| 17     | R     |
| 18     | S     |
| 19     | T     |
| 20     | U     |
| 21     | V     |
| 22     | W     |
| 23     | X     |
| 24     | Y     |
| 25     | Z     |
| 26     | a     |
| 27     | b     |
| 28     | c     |
| 29     | d     |
| 30     | e     |
| 31     | f     |

| Valore | ASCII |
| ------ | ----- |
| 32     | g     |
| 33     | h     |
| 34     | i     |
| 35     | j     |
| 36     | k     |
| 37     | l     |
| 38     | m     |
| 39     | n     |
| 40     | o     |
| 41     | p     |
| 42     | q     |
| 43     | r     |
| 44     | s     |
| 45     | t     |
| 46     | u     |
| 47     | v     |

| Valore | ASCII |
| ------ | ----- |
| 48     | w     |
| 49     | x     |
| 50     | y     |
| 51     | z     |
| 52     | 0     |
| 53     | 1     |
| 54     | 2     |
| 55     | 3     |
| 56     | 4     |
| 57     | 5     |
| 58     | 6     |
| 59     | 7     |
| 60     | 8     |
| 61     | 9     |
| 62     | +     |
| 63     | /     |

Il set di sessantaquattro caratteri scelto per rappresentare i sessantaquattro valori (0-63) varia a seconda dell'implementazione scelta. L'obiettivo solitamente è di scegliere sessantaquattro caratteri che siano comuni alla maggior parte delle codifiche e che siano anche stampabili. 
Le altre varianti, solitamente derivate dal Base64, condividono queste proprietà ma differiscono nella scelta degli ultimi due caratteri; per esempio la variante URL e file name safe (RFC 4648/Base64URL), usa - e _.
L'algoritmo causa un aumento delle dimensioni dei dati del 33%, poiché ogni gruppo di 3 byte viene convertito in quattro caratteri. Questo supponendo che per rappresentare un carattere si utilizzi un intero byte.
Se per rappresentare i caratteri ASCII si usassero 7 bit (che sarebbero sufficienti) e non otto, l'aumento di dimensioni sarebbe solo del 17%. Poiché però per rappresentare i caratteri ASCII si usano convenzionalmente 8 bit (sette per il carattere, lasciando il restante bit nullo), allora si ottiene l'aumento delle dimensioni descritto poco fa.

### Esempio di codifica
Dati 3 byte che contengono i valori {\displaystyle A}, {\displaystyle B}, {\displaystyle C}, partendo dalla loro rappresentazione binaria, applichiamo l'algoritmo:
```
Rappresentazione ASCII:                   A           B           C
                                          |           |           |
Rappresentazione binaria:             01000001    01000010    01000011
                                        /    \     /    \     /    \
Suddivisione in gruppi da 6 bit:     010000  01  0100  0010  01  000011
                                     |----|  \------/  \------/  |----|
I 4 valori dedotti:                  010000   010100    001001   000011
                                       \/       \/        \/       \/
Il valore decimale:                    16       20         9        3
                                        |        |         |        |
Il valore codificato:                   Q        U         J        D
```

Quindi la sequenza di valori (ABC) viene convertita nella sequenza (QUJD).
Se la lunghezza del messaggio originale non è un multiplo di 3 byte il numero dei bit che costituiscono il risultato non sarà un multiplo di sei. Verranno quindi inseriti bit nulli (zero) alla fine (quattro o due), e nel valore codificato vengono aggiunti da zero a due simboli = (padding character) sufficienti a raggiungere un multiplo di quattro simboli. Ciascun padding character indica pertanto l'aggiunta di una coppia di bit nulli. Il padding non è comunque indispensabile per la decodifica e alcune implementazioni non lo utilizzano. Il padding è indispensabile solo qualora si vogliano concatenare messaggi codificati.
Quindi, preso un singolo byte di valore (A), esso viene convertito nella sequenza (QQ==), il singolo valore (B) viene convertito in (Qg==), mentre la sequenza (AB) diventa (QUI=).

#### Possibile routine di conversione
```
 
union
 
conv

 
{

 	
unsigned
 
int
 
l
;

 	
struct
 
bytes

 	
{

 		
char
 
b1
;

 		
char
 
b2
;

 		
char
 
b3
;

 		
char
 
b4
;

 	
}
 
b
;

 
};

 

 
char
 
convert
 
(
char
 
c
)

 
{

 	
if
 
(
c
 
==
 
63
)

 		
return
 
47
;

 	
else
 
if
 
(
c
 
==
 
62
)

 		
return
 
43
;

 	
else
 
if
 
(
c
 
>=
 
52
)

 		
return
 
c
 
-
 
4
;

 	
else
 
if
 
(
c
 
>=
 
26
)

 		
return
 
c
 
+
 
71
;

 	
else

 		
return
 
c
 
+
 
65
;

 
}

 

 
unsigned
 
int
 
toBase64
(
char
 
b1
,
 
char
 
b2
,
 
char
 
b3
)

 
{

 	
conv
 
src
,
 
dest
;

 	
src
.
b
.
b1
 
=
 
b3
;

 	
src
.
b
.
b2
 
=
 
b2
;

 	
src
.
b
.
b3
 
=
 
b1
;

 	
src
.
b
.
b4
 
=
 
0
;

 	
//conv.l == b4 b3 b2 b1

 	
dest
.
b
.
b1
 
=
 
convert
(
src
.
b
.
b1
 
&
 
0x3f
);

 	
src
.
l
 
=
 
src
.
l
 
>>
 
6
;
 

 	
dest
.
b
.
b2
 
=
 
convert
(
src
.
b
.
b1
 
&
 
0x3f
);

 	
src
.
l
 
=
 
src
.
l
 
>>
 
6
;

 	
dest
.
b
.
b3
 
=
 
convert
(
src
.
b
.
b1
 
&
 
0x3f
);

 	
src
.
l
 
=
 
src
.
l
 
>>
 
6
;

 	
dest
.
b
.
b4
 
=
 
convert
(
src
.
b
.
b1
 
&
 
0x3f
);

 

 	
return
 
dest
.
l
;

 
}

```

## Varianti
Esistono varianti di questa codifica, che differiscono principalmente nella scelta dei due caratteri usati per rappresentare i valori 62 e 63 e per il padding char. In particolare molto usata è la variante che usa i caratteri - e _ come valori 62 e 63 (al posto di + e /) e non usa padding; questa variante è particolarmente utile quando la stringa codificata deve essere usata in un URL o in un filename.